# La Industria (Trujillo)
La Industria es un diario peruano de circulación regional, con una tirada de más de 20.000 ejemplares diarios. Se fundó en Trujillo el 8 de noviembre de 1895 por  los trujillanos Teófilo Vergel y Raúl Edmundo Haya de Cárdenas. Es el tercer diario existente más antiguo e importante del país, uno de los primeros periódicos fuera de Lima y uno de los más antiguos de lengua castellana.
El diario fue impulsado por el periodista y doctor en leyes Miguel F. Cerro Guerrero (1870-1957), creador de la empresa familiar que llega hasta la actualidad. Le sucedió su hijo Vicente Cerro Cebrián (1909-1971), junto a su hermano Miguel Felipe Cerro Cebrián; y, a la muerte del primero, su mujer Ofelia Moral (1971) y sus hijas Isabel (1972) y María Ofelia (1975), continuaron con el legado; así como, al fallecimiento del señor Miguel Felipe, fue sucedido por su esposa Ángela Rinkler y sus hijas: Susana Cristina, Ángela Carmen Sylvia y María Isabel.
En la actualidad, la tercera y cuarta generación familiar, a través de los señores: Julio Alberto, Giuliana y Alejandro Ortiz Cerro; Susana Cerro Rinkler y su hijo Gonzalo Sandaza Cerro; María Isabel Cerro Rinkler y su hija Isabel Vitturi  Cerro; y, el señor José Enrique De La Borda Cerro, gestionan los Diarios del Grupo La Industria: El Satélite, La Industria Ancash y La Industria Trujillo. Es conocido además como Subdecano de la Prensa Nacional.

## Historia

### Inicios
La Industria  fue fundado el 7 de noviembre de 1895 por los Liberteños Teófilo Vergel y Raúl Edmundo Haya de Cárdenas. El precio de la primera edición era de 1 real de plata, que en 1863, con la adopción del sistema decimal sería de 10 centavos de sol de plata. Originalmente era un periódico semanario, en tres meses de su lanzamiento se transformó en bisemanario y el 1 de julio de 1898 en diario .La Industria fue en un principio un diario comercial, político y literario. Su director Raúl E. Haya, en su afán de modernizar la imprenta en donde se editaba "La Industria", viajó a Lima a buscar apoyo de los directivos del diario "El Comercio". Es así que don Antonio Miró Quesada, Germán Torres Calderón y Manuel Candamo Iriarte (más tarde presidente de la República) convinieron con el señor Haya en ofrecer a "La Industria" el moderno servicio telegráfico gracias al cual el diario trujillano pudo recibir y brindar noticias frescas tanto nacionales como internacionales. En 1900 el control del periódico fue cedido al piurano  Miguel Félix Cerro Guerrero y al trujillano Augusto Ganoza, muy pronto Cerro Guerrero se convirtió en el propietario absoluto, quedando desde entonces la familia Cerro con el control del diario.

### La Industriaen elsigloXX
A inicios del siglo XX, el diario La Industria se convertiría en el diario más influyente del norte del país, gracias al empuje de su director. Así  se inicia una larga posesión de este diario por parte de la familia Cerro. Después de la muerte de Miguel Félix Cerro Guerrero le sucederían en la dirección de La Industria sus hijos los diplomáticos Miguel Felipe y Luis Vicente Cerro Cebrián, quienes implantaron una nueva mentalidad empresarial, pero conservando siempre la misión periodística de su ilustre predecesor. Falleció tempranamente Miguel Cerro Cebrián y le sucedieron su esposa Ángela Rinkler y sus hijas María Isabel, Ángela y Susana Cerro Rinkler. Don Vicente Cerro Cebrián asumió la conducción  de la empresa periodística.
Una de las mejoras técnicas de "La Industria" fue el cambio de sistema de "cajeo" por el de una rotaplana, la cual se mantuvo hasta 1962, año en que la organización  adquirió su primer linotipo y rotativa con lo que alcanzó un gran tiraje.
En 1967 La Industria implantó el novidísimo sistema de offset integral, convirtiéndose así en el segundo diario en Sudamérica en ser editado con dicho método, después del periódico BP Color de Montevideo, Uruguay. De esta manera, don Vicente Cerro es el pionero en implantar en el Perú este revolucionario sistema de impresión periodística, con la cercana colaboración de su hija mayor Isabel Cerro de Burga y de su esposo.
El embajador Vicente Cerro Cebrián falleció el 10 de diciembre de 1971. Con él se cierra toda una época de modernización del periodismo, dejando tras de su deceso una escala de valores profesionales, intelectuales y de calidad humana. La responsabilidad la asumieron la viuda, doña Ofelia Moral de Cerro y sus hijas Isabel y María Ofelia Cerro Moral. 
El gobierno de Juan Velasco Alvarado expropió los diarios a mediados de 1974 (Decreto-Ley N.º 20681).
Los medios de comunicación peruanos fueron devueltos a sus legítimos propietarios por el presidente Fernando Belaúnde Terry el 28 de julio de 1980. Fue el primer acto de Belaúnde el mismo día que asumió la presidencia de la República por segunda vez. Con ellas, hoy La Industria se ha convertido en un diario que cuenta con equipos de última tecnología y un personal de prensa altamente calificado conformado por profesionales que se distribuyen en sus distintas áreas.
En sus páginas han escrito plumas de gran valuada como la de César Vallejo, Ciro Alegría, José Eulogio Garrido quienes integraron el Grupo Norte; así como también Mario Vargas Llosa, Alfredo Bryce Echenique, entre otros. Cuenta además  con el servicio de las más importantes agencias noticiosas del mundo.

### La Industria en la actualidad
La Industria sigue siendo controlado por accionistas de la familia Cerro, estuvo bajo la dirección de María Ofelia Cerro Moral, quien fuera Presidente del Directorio y María Isabel Cerro Moral de Burga, Gerente General, "La Industria", ahora es dirigido por Juan José Bringas Céspedes. El sub decano de la prensa nacional, continua su camino hacia el futuro con jóvenes miembros de la cuarta generación de la familia Cerro. Todos ellos siguen al frente del diario La Industria. Consolidándose como el diario líder en el norte del País, su lectoría se concentra en Trujillo. Pertenecen a su grupo editorial los diarios El Satélite de Trujillo, La Industria de Chimbote y La Industria (Chiclayo) y las revistas Del fin de semana, Casa y Más Edición Especial, Mi Hogar Edición Especial, Ruedas & Tuercas, PC World.